# Ліга українських меценатів

Лі́га украї́нських мецена́тів (ЛУМ) — міжнародна неполітична незалежна організація, фундатором якої став канадський громадський діяч і бізнесмен українського походження Петро Яцик. Заснована 1994 року, зареєстрована Міністерством юстиції України 12 жовтня 1995 року. Виконавчий директор — Михайло Слабошпицький.

## Завдання
Підтримка розвитку освіти, науки, культури, зокрема фінансування важливих наукових досліджень і освітніх проектів, а також сприяння задоволенню потреб навчальних закладів і бібліотек у підручниках та іншій літературі.

## Діяльність
Один із найвідоміших проектів Ліги — Міжнародний конкурс з української мови імені Петра Яцика, в якому беруть участь мільйони школярів та студентів як в Україні, так і поза її межами. У листопаді 2011 року розпочався дванадцятий за рахунком конкурс української мови. Конкурс щороку стартує 9 листопада, у День української писемності та мови.
11 червня 2013 року в Національному музеї літератури України відбулася церемонія нагородження лауреатів літературно-мистецьких премій Ліги українських меценатів та літературної премії клубу «Ярославів Вал».
Ліга українських меценатів провела вручення премій у фундаментальній бібліотеці Колегії Павла Ґалаґана (а нині — літературного музею), зала якої була повною. Нагороджено Ірину Фаріон, Тараса Компаніченка, Мирослава Дочинця, Павла Щирицю, Надію Гуменюк. Ініціатори премії Мирослав Слабошпицький та Володимир Загорій відзначають: вручені дипломи мають фінансовий еквівалент, «аби духовно багаті не чули себе нужденними в матеріальному світі».
Мовознавця Ірину Фаріон нагородили премією імені Дмитра Нитченка «За несхитну позицію в житті, за бійцівські якості й за чин» і водночас за проєкт «Від книги до мети».
Також премією Дмитра Нитченка «За пропаганду українського друкованого слова» відзначено Тараса Компаніченка. Знаний музикант, художній керівник гурту «Хорея Козацька» зазначив, що члени Ліги українських меценатів своєю діяльністю, а не «деклараціями про наміри» довели відданість українській справі.
Третім лауреатом Премії клубу «Ярославів Вал» став Мирослав Дочинець із книгою «Криничар». До нього цією премією вшановували Василя Шкляра за книгу «Чорний ворон» та Юрія Щербака за роман-антиутопію «Час смертохристів».
Також «За пошуки нової поетичної мови» було відзначено премією імені Бориса Нечерди Павла Щирицю із поетичною збіркою «Місце Сили».
Премію імені Віктора Близнеця «Звук павутинки» вручено волинській письменниці Надії Гумемнюк за дитячі прозові твори.

## Премії

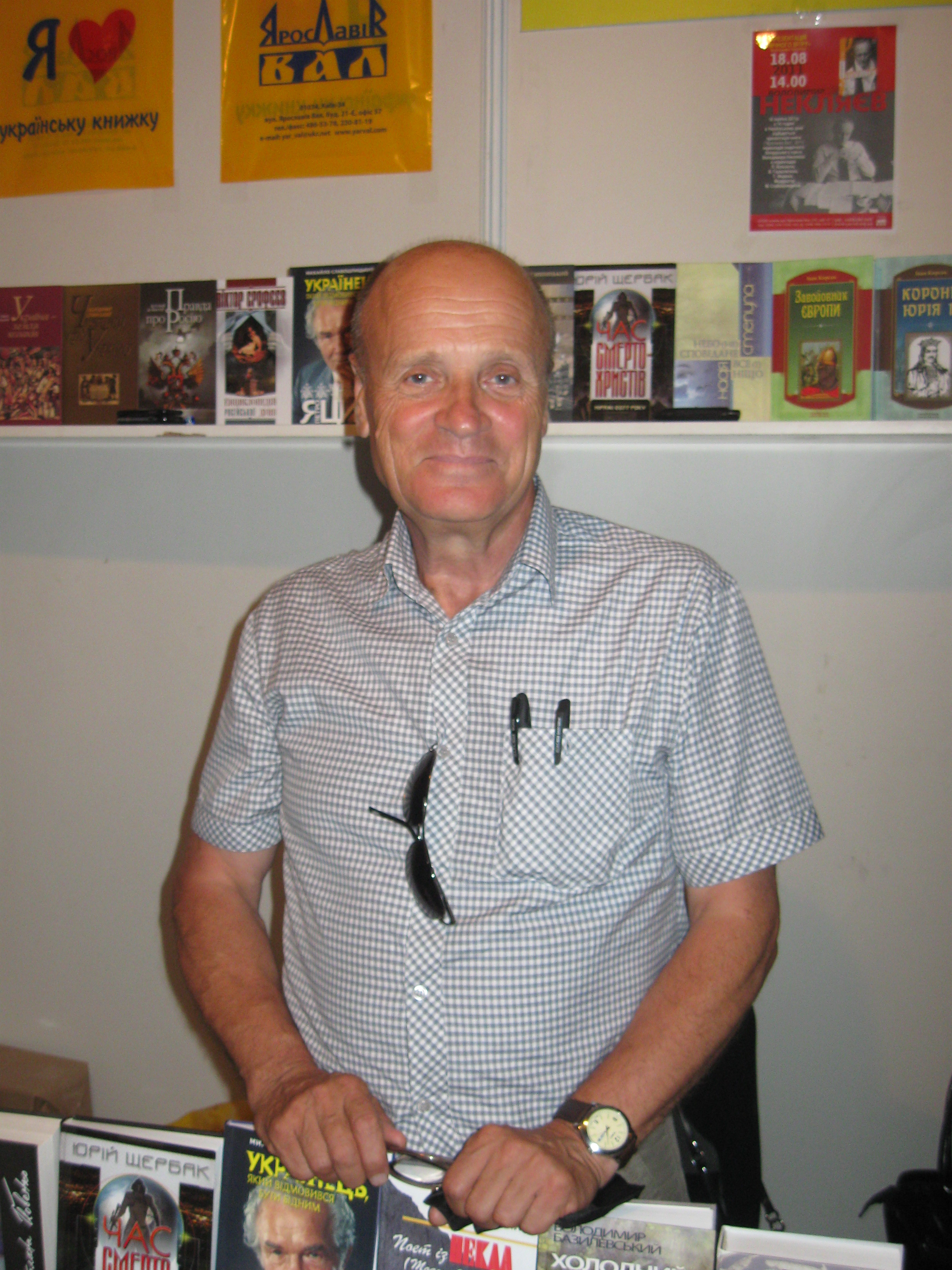
Виконавчий директор Ліги українських меценатів Михайло Слабошпицький

Ліга українських меценатів є засновником таких премій:
- премія імені Василя Симиренка — за видатний внесок у державне будівництво України, за сприяння піднесенню авторитету України у світі;
- премія імені Євгена Чикаленка — за особливий внесок у справу національного відродження;
- премії імені Володимира Свідзінського та імені Бориса Нечерди — за книжки поезій, які є помітним явищем сучасного українського віршування, а також утверджують нові напрями в ньому;
- премія імені Дмитра Нитченка — за активну пропаганду української книги
- премія імені Віктора Близнеця — «Звук павутинки» — заснована Освітнім фондом ім. Ярослава Мудрого, перейшла до Ліги українських меценатів та редакції газети «Освіта України»
- премія імені Анатолія Єрмака.[3]